# ویکتوریا هانا
ویکتوریا هانا یک خواننده-ترانه‌پرداز اهل اسرائیل است. هانا همگی ترانه‌هایش را خودش می‌سازد. او از ایرانی-یهودی تبارهای اسرائیل نیز است. همچنین فوربز او را به‌عنوان یکی از ۵۰ زن پر نفوذ اسرائیل در سال ۲۰۱۵ معرفی کرده‌است.